# Kia Borrego
Lançado em 2008, o Kia Mohave é um utilitário esportivo da Kia, e um modelo topo de linha do portfólio da marca. O SUV possui design imponente e moderno, e vem em três opções de motor: 3.8 de 265cv na versão EX V6 Automático, com com Cinco velocidades, vendido no Brasil até 2014, 4.6 de 340cv na versão EX V8 Automático com seis velocidades vendido no Brasil até 2012 e 3.0 de 256cv na versão EX Automático, com seis velocidades até 2012 e oito velocidades a partir de 2013, vendido no Brasil até 2017. Todos propulsores permitem um bom desempenho, que entrega robustez a quem dirige. Além disso, todas as versões possuem tração nas quatro rodas com seleção manual. O atrativo do Mohave é sua caixa de velocidade, que inclui 8 marchas, atualizada na versão diesel a partir 2013.
Na linha 2013, o Kia Mohave passa a ter transmissão automática de oito marchas combinada ao motor V6 a diesel. Assim como o jipão, Korean o Mohave tem lugar para até sete pessoas. E seu comportamento lembra bastante o de um carro de passeio.  Os propulsores disponíveis geram, conforme sua versão. O 3.8 V6 Lambda II entrega 275 cavalos e 36,9 kgfm,  com 3.778 cm3 e taxa de compressão de 10,4:1, o Lambda II permite ao Mohave ir de 0 a 100 km/h em 8,5 segundos com máxima de 185 km/h. Consumo de 4,3 km/l na cidade e 7 km/l na estrada.  O 3.8 V8 com 4.627 cm3 e taxa de compressão de 10,4:1, o TAU, entrega 340 cavalos e 44,4 kgfm. Assim, o Kia Mohave vai de 0 a 100 km/h em 7,6 segundos e com máxima limitada em 190 km/h. O consumo, na cidade, 3,8 km/l, enquanto na rodovia, o consumo é  6 km/l.  O motor turbo diesel S V6 3.0 24V CRDi,  equipado com turbocompressor de geometria variável e intercooler, o S 3.0 tem também sistema de injeção direta de diesel e taxa de compressão elevada: 17,3:1. Entregava inicialmente 250 cavalos e 50 kgfm e após  sua atualização passou a entregar 256 cavalos. Vai de 0 a 100 km/h em 12 segundos e tem limitação máxima de 190 km/h. Consumo de 9,5 km/l na cidade e 12 km/l na estrada. Este motor equipa a nova versão do Kia Mohave reestilizada em 2019. 

## Histórico
O modelo de produção, projetado pelo designer automotivo Peter Schreyer, ex-designer-chefe da Audi, foi introduzido no Salão de Automóvel Norte Americano em 2008. O veículo foi originalmente apresentado como um carro-conceito com o nome de Kia Mesa e foi colocado à venda na Coreia como Mohave antes de seu lançamento nos Estados Unidos. Nos EUA, o "Borrego" (Mohave) entrou em hiato para o ano modelo 2010, com nenhuma palavra sobre seu retorno ou cancelamento, após mais baixas vendas esperadas em 2009. Em 2 de dezembro de 2010, o site da Kia já não listava mais o Borrego como um modelo de produção, bem como o endereço anterior para ele anuncia o novo Kia Sorento como um veículo de substituição. A Kia, no entanto, continuou a vender o Borrego no Canadá. Em 28 de outubro de 2011, o carro foi interrompido com o Sorento como um sucessor, exceto no Oriente Médio e Brasil.
No Brasil o Kia Mohave começou a ser vendido em 2009 com a versão do motor gasolina 3.8 V6 - Lambda II, seguido pelo motor turbo diesel S V6 3.0 24V CRDi, por último a versão  gasolina 4.6 V8 - TAU. Descontinuado em 2012-V8, 2014-V6 e 2017, Diesel, em 2019 a Kia reestilizou o modelo do veículo estando disponível no mercado brasileiro apenas por encomenda, até o momento. vendido até hoje, se posicionando acima do Toyota Hilux SW4 e um patamar abaixo do Discovery 4, tendo como seu maior rival.

## Galeria
- Primeiro modelo
- Facelift de 2019